# Blochwitz (Lampertswalde)
Blochwitz ist ein Ortsteil von Lampertswalde im Landkreis Meißen in Sachsen. Am 1. Januar 2015 hatte der Ort 247 Einwohner.

## Geschichte
Die erste urkundliche Erwähnung findet sich 1220 im Zusammenhang mit der Übergabe der Kirche Lampertswalde und ihrer Filialkirche Blochwitz an das Kreuzkloster bei Meißen.
Blochwitz wurde zum 1. März 1994 nach Weißig am Raschütz eingemeindet. Seit dem 1. Januar 2012 ist es Teil der Gemeinde Lampertswalde.

### Ortsname

Blochwitz auf einer geschichtlichen Karte des Kreises Liebenwerda (1910).

Schreibweisen in urkundlichen Belegen sind Blochgewitz (1220), Plochewicz (1398), Blochwitz (1399).
Der Ortsname könnte vermutlich eine Ableitung des sorbischen Wortes Ploche (dt. Floh). Es wäre gedeutet "ein Ort voller Flöhe".
Der Name kann auch als slawisches Patronym gedeutet werden. Es wird gebildet durch das Anhängen eines Suffixes an den Namen des Stammvaters. Das entspräche hierbei das Anhängen eines westslawischen, genauer polnischen Suffixes in der Form -(o)wicz, -(e)wicz und manchmal -icz, an den Stammvaternamen Bloch. Es wird für die männlichen Abkömmlinge genutzt. So müsste es auch "(männliche) Nachfahren des Blochs" bedeuten. Bloch als Name hat jedoch viele Deutungen je nach Autor. Zum Beispiel kann es gedeutet werden als Abkürzung des Vornamens Blogomil, d. h. der Selige und Glückliche, und die Einwohner des Dorfes wären demnach also die "Nachfahren des Seligen und Glücklichen".

## Kultur und Sehenswürdigkeiten

### Dorfkirche aus dem 16./17. Jahrhundert
Das in seiner heutigen Form nach dem Dreißigjährigen Krieg im Jahre 1668 unter Verwendung eines gotischen Vorgängerbaus durch Um- und Ausbauarbeiten entstandene Bauwerk ist vom örtlichen Friedhof umgeben in der Ortsmitte zu finden. Es steht heute unter Denkmalschutz und wird auf Grund seiner gut erhaltenen historischen Ausstattung und umfangreichen in Zinnoberrot gehaltenen Ausmalung als eine der schönsten Dorfkirchen in Sachsen bezeichnet.